# Звягельський район
Звя́гельський район (до 2022 року — Новоград-Волинський район) — район Житомирської області в Україні, утворений у 2020 році. Адміністративний центр — місто Звягель.
Площа території — 5256,6 км², населення — 164 777 осіб (1 лютого 2022).

## Історія
Створений відповідно до постанови Верховної Ради України № 807-IX від 17 липня 2020 року, з назвою Новоград-Волинський район. До його складу увійшли: Баранівська, Новоград-Волинська , Городницька, Довбиська, Ємільчинська ,Барашівська, Брониківська, Дубрівська, Піщівська, Стриївська, Чижівська, Ярунська . 
Раніше територія району входила до складу Новоград-Волинського, Баранівського, Ємільчинського районів, ліквідованих тією ж постановою.
16 листопада 2022 року Верховною Радою України було ухвалено рішення повернути місту Новоград-Волинський історичну назву Звягель, а район, відповідно, перейменувати на Звягельський.